# Шагенян, Григорий Саркисович
Григорий Саркисович Шагенян (арм. Գրիգոր Սարգսի Շահենյան, азерб. Qriqori Sarkisoviç Şagenyan; род. 15 марта 1931, Шамхор) — советский азербайджанский виноградарь, Герой Социалистического Труда (1950).

## Биография
Родился 15 марта 1931 года в селе Шамхор Шамхорского района Азербайджанской ССР (ныне город Шамкир Шамкирского района).
С 1947 года — колхозник, звеньевой, с 1956 года — агроном колхоза имени Клары Цеткин Шамхорского района. В 1949 году получил урожай винограда 182,3 центнера с гектара на площади 8,9 гектаров.
Указом Президиума Верховного Совета СССР от 8 августа 1950 года за получение высоких урожаев винограда в 1949 году Шагеняну Григорию Саркисовичу присвоено звание Героя Социалистического Труда с вручением ордена Ленина и золотой медали «Серп и Молот».
Активно участвовал в общественной жизни Азербайджана. Член КПСС с 1957 года.